# クライルスハイム
クライルスハイム (ドイツ語: Crailsheim, ドイツ語発音: [ˈkra‿ilsha‿im]) は、ドイツ連邦共和国バーデン＝ヴュルテンベルク州北東部シュヴェービッシュ・ハル郡に属す都市。シュヴェービッシュ・ハルから東に約32km、アンスバッハの南西約40kmに位置する。この都市は、シュヴェービッシュ・ハルに次ぐシュヴェービッシュ・ハル郡第2の都市であり、中級中心都市となっている。
1972年1月1日までクライルスハイムは大規模郡都市であった。クライルスハイムは、フランケンハルト、ザッテルドルフ、シュティムプファッハとともに行政共同体を形成する。

## 地理
クライルスハイムは、ネッカー川右岸の支流であるヤクスト川の両岸、ホーエンローエ平野に位置している。

### 隣接する市町村
クライルスハイムに隣接する市町村は北東から時計回りに以下の通り。ザッテルドルフ、クレスベルク、フィヒテナウ、シュティムプファッハ、フランケンハルト、フェルベルク、イルスホーフェン。キルヒベルク・アン・デア・ヤクスト。

### 市の構成
クライルスハイムの市域は中核区と8つの市区、ゴルトバッハ、ヤクストハイム、オーノルツハイム、ロスフェルト、ティーフェンバッハ、トリエンスバッハ、ヴェストガルツハウゼン、バウエルバッハからなる。これらは1970年代の市町村再編で合併した地区である。これらの市区は、バウエルバッハを除き、バーデン＝ヴュルテンベルク州の制度では、同時にそれぞれが自治区の役割を持っており、区議会を有し、区長がこれを統括する。区議会の議員は、各市区の選挙権を有する住民の選挙によって選出される。
市区（すなわち自治区）はさらに居住区に分割され、それぞれ"Wohnplätze" あるいは語尾に"-bezirke"をつけて称される。さらに中核区の南にあり、1940年頃に合併した旧インガースハイムに属すアルテンミュンスターとロートミューレも居住区をたてている。
7つの市区、すなわち自治区の概要は以下の通り
- ゴルトバッハ: 東部。古くはホーエンローエ家のレーエンおよび騎士領であった。1729年にアンスバッハ侯領となった。
- ヴェストガルツハウゼン: 南東部。一部は、帝国自由都市ディンケルスビュール領に属した。ヴェストガルツハウゼンの首邑は、1399年からニュルンベルク城伯領に属した。かつてのロール家の城があった。
- ヤクストハイム: 南部。かつては、きわめて細分化された地所であった。一部は帝国自由都市シュヴェービッシュ・ハル領で、1796年からプロイセン領となった。フェンネンブルク城がある。
- オーノルツハイム: 南西部。領主はたびたび替わった。1399年からはアンスバッハに属した。
- ロスフェルト: 西部。古くはフリューゲラウ伯領であった。その後たびたび領主が替わり、1399年からアンスバッハの所領となった。フリューゲラウ城がある。
- ティーフェンバッハ: 北西部。かつては、アンスバッハ、ホーエンローエ家、ディケルスビュール、さらにはヴュルツブルク司教も一部を統治していた。1797年にプロイセン領となった。
- トリエンスバッハ: 北西部。ティーフェンバッハと同じ領主が治めた。エルケンブレヒツハウゼンの水城が遺されている。

### 地域計画
クライルスハイムは、ハイルブロン＝フランケン地域連合内のハイルブロンを上級中心とする中級中心都市である。クライルスハイムが中級中心として管轄する領域は、クライルスハイム市周辺とシュヴェービッシュ・ハル郡北東部の市町村、すなわちブラウフェルデン、フィヒテナウ、フランケンハルト、ゲーラブロン、キルヒベルク・アン・デア・ヤクスト、クレスベルク、ランゲンブルク、ロート・アム・ゼー、ザッテルドルフ、シュロツベルク、シュティムプファッハ、ヴァルハウゼンである。

## 歴史
クライルスハイム周辺は、中世初期にはマウラハガウに属すフランケン公領の一部であった。この市自体は、ヤクスト川の徒渉地点付近に7世紀に創設されたフランク人入植地をその起源とする。クライルスハイムは、1136年に初めて文献上で言及されるが、当時は、"Cröwelsheim"（クレーヴェルスハイム）、後には "Krawelsheim"（クラーヴェルスハイム）と表記された。この時代影響力を持つ貴族はロールの領主とフリューゲラウの領主家であった。
クライルスハイムは、1316年に市場権を、1338年に都市権を授けられた。この頃まで、エッティンゲン伯の所領となっていた。エッティンゲン伯が帝国追放を宣告された後、クライルスハイムは1310年に帝国のレーエンとなり、その4年後にホーエンローエ家の貴族領主が封ぜられた。1388年、クライルスハイムはホーエンローエの伯からロイヒテンベルク方伯に担保としてわたり、さらに1399年にはホーエンツォレルン家のニュルンベルク城伯、後のブランデンブルク＝アンスバッハ辺境伯に売却された。1594年から1595年にクライルスハイムに魔女狩りが勃発した。1792年にクライルスハイムはプロイセン王国領となり、1806年にはナポレオン戦争の結果、バイエルン領となった。1810年にはヴュルテンベルク王国に譲渡された。ヴュルテンベルクは、クライルスハイムをオーバーアムト（上級地方行政府）の所在地とした。1817年、オーバーアムト・クライルスハイムは新たに創設されたヤクスト郡に編入された。鉄道、特に1875年のシュトゥットガルト - ニュルンベルク線の開通により、この都市は鉄道の接続点となり、国境の駅となった。鉄道は、飛躍的な経済発展をもたらした。1930年代には、市の西に空軍の飛行場が建設された。1938年、オーバーアムト・クライルスハイムはクライルスハイム郡へと昇格した。
空港と鉄道は、第二次世界大戦中の1944年からは空爆の目標となった。1945年4月初めには、この町はアメリカ軍に占拠されたが、クライルスハイムの戦いでドイツ軍の強い抵抗に遭い、一旦はアメリカ軍は後退した。この都市の2度目の占領に伴う1945年4月20日の空爆で、市街の80%、歴史的市街地の95%が破壊された。1945年以後の再建は、歴史的外観への配慮はなされず、『近代的な』観点（1945年当時に近代的と考えられた仕様）からなされた。このため、都市の外観は大きく変貌した。
1973年1月1日の郡の再編によりクライルスハイム郡はシュヴェービッシュ・ハル郡に編入された。1971年の隣接市町村との最初の合併によりクライルスハイム市の人口は、2万人の水準を越えた。この結果、大規模郡都市への昇格が諮られ、バーデン＝ヴュルテンベルク州の州政府はその1972年1月1日の発効を議決した。

### 合併
- 1940年　アルテンミュンスターとロートミューレを含むインゲルスハイム
- 1971年1月1日　ティーフェンバッハ
- 1971年8月1日　オーノルツハイム
- 1972年1月1日　ロスフェルト
- 1972年3月1日　ヤクストハイム
- 1973年1月1日　ヴェストガルツハウゼン
- 1975年1月1日　ゴルトバッハ、トリエンスバッハおよびザッテルドルフのボイエルバッハ集落

| インゲルスハイム | ティーフェンバッハ | オーノルツハイム | ロスフェルト | ヤクストハイム | ヴェストガルツハウゼン | ゴルトバッハ | トリエンスバッハ | ボイエルバッハ |
| ---------------- | ------------------ | ---------------- | ------------ | -------------- | ---------------------- | ------------ | ---------------- | -------------- |

### 人口推移

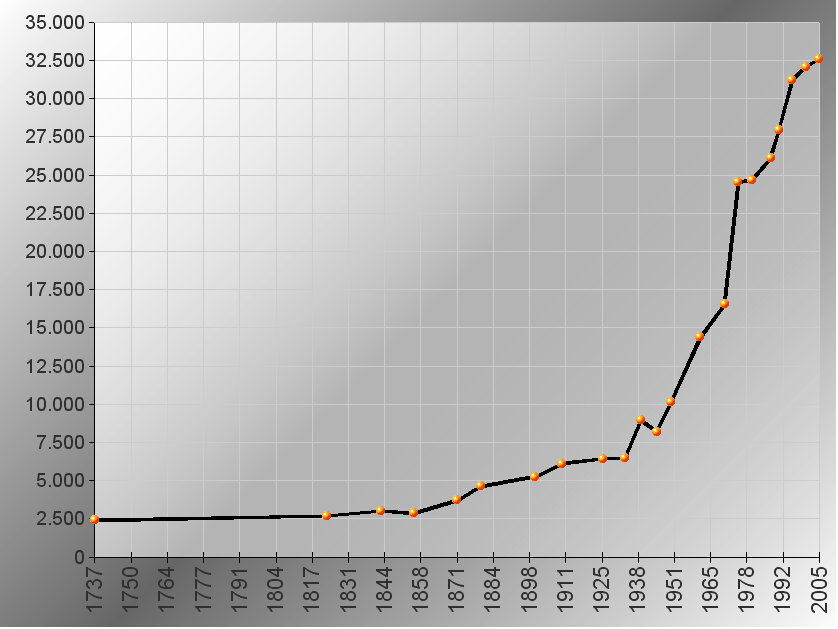
人口推移

推計、国勢調査(¹)、あるいは各時点の統計局の資料に基づく、この地域の人口推移は以下の通り。
| 年              | 人口（人） |
| --------------- | ---------- |
| 1737年          | 約 2,400   |
| 1823年          | 2,688      |
| 1843年          | 3,012      |
| 1855年          | 2,854      |
| 1871年12月1日   | 3,688      |
| 1880年12月1日 ¹ | 4,642      |
| 1900年12月1日 ¹ | 5,251      |
| 1910年12月1日 ¹ | 6,101      |
| 1925年6月16日 ¹ | 6,420      |
| 1933年6月16日 ¹ | 6,444      |
| 1939年5月17日 ¹ | 8,940      |

| 年              | 人口（人） |
| --------------- | ---------- |
| 1945年12月      | 8,202      |
| 1950年9月13日 ¹ | 10,133     |
| 1961年6月6日 ¹  | 14,387     |
| 1970年5月27日 ¹ | 16,540     |
| 1975年12月31日  | 24,506     |
| 1980年12月31日  | 24,685     |
| 1987年5月27日 ¹ | 26,083     |
| 1990年12月31日  | 27,917     |
| 1995年12月31日  | 31,222     |
| 2000年12月31日  | 32,063     |
| 2005年12月31日  | 32,574     |

¹ 国勢調査

## 行政

### 市議会
クライルスハイムの市議会は、39人の議員で構成される。

### 市長
かつて、市の筆頭者は、上級裁判権を有する代官で、これに次ぐ者として下級裁判権を有する議会、市長および12人の判事があった。1338年には議会は7人で、その後9人になった。さらに後に、上院議会と下院議会ができた。議会の制度は幾度となく変更された。ヴュルテンベルク時代になると、市長 (Stadtschultheiß)が市の筆頭者となった。1935年のドイツ市町村法の施行により、この役職の名称は、Bürgermeisterと改名された。1972年以降クライルスハイムは大規模郡都市となったため、職名はさらに上級市長 (Oberbürgermeister)となった。この職は、8年ごとに選挙権を有する市民の直接選挙により選出される。上級市長職は1999年以降アンドレアス・ラープ (CDU)が務めている。上級市長には2人の代理人が、副上級市長として存在する。第一副上級市長は、『第一市長』という肩書きを持つ。この職は1994年以降ハラルト・リルクが務める。もう一人の第二副上級市長は、『市長』の肩書きと同時に建設部門のトップ（「建設市長」）の職責を負っている。2002年以降、この職はヘルベルト・ホルが務めている。

### 第二次世界大戦後の市長および上級市長
- 1945年 - 1946年: ヴィルヘルム・ゲプハルト
- 1946年 - 1948年: フリッツ・シャッツ
- 1948年 - 1962年: ヴィルヘルム・ゲプハルト
- 1962年 - 1982年: ヘルムート・ツンデル
- 1982年 - 1983年: ヘルムイート・マース（暫定委託）
- 1983年 - 1991年: カール・ロイ
- 1991年 - 1999年: ゲオルク・シュレンフォイクト
- 1999年 - 2009年: アンドレアス・ラープ
- 2009年 - 2010年: ハラルト・リルク（暫定委任）
- 2010年 - 2018年: ルドルフ・ミヒル
- 2018年 - : クリストフ・グリンマー

### 紋章
クライルスハイムの市の紋章は、金地に黒い鈎（"Kräuel"または"Craile"と呼ばれる）が3本並べて描かれている。市の旗は、黒と黄色である。
この紋章は、"redendes Wappen"とも呼ばれる。この鈎は1310年頃の公印にすでに描かれていたことが明らかとなっている。最初は使っている様子（牧草を集めてまとめるのに使われる）が描かれていた。1434年から現在のデザインが現れ、19世紀にこの形で定着した。

### 友好都市
- ワージントン （USA、ミネソタ州）1947年。ドイツ-アメリカ合衆国間で結ばれた最初の友好都市提携であった。
- パミエ （フランス、アリエージュ県）1969年。
- ユルバルカス （リトアニア、タウラゲ郡）2000年。
- ビウゴライ （ポーランド、ルブリン県）2000年。

## 経済と社会資本
クライルスハイムには、Voith Turboの重機械工場がある。この他にも特殊機械製造、特に包装機械製造業者が集まっており、Groninger & Co. GmbH、Gerhard Schubert GmbH、R. Weiss Verpackungstechnik GmbH & Co. KGなどがある。さらにロバート・ボッシュ・グループのBosch Packaging Technologyに属する事業所がある。また日用品（プロクター・アンド・ギャンブル）や多くの食品会社（パン製造や菓子製造）もある。
クライルスハイム周辺地域は、農業生産が主な産業である。

### 交通
クライルスハイムには、連邦アウトバーンA6号ハイルブロン - ニュルンベルク線のインターチェンジがある。市の東、さほど遠くないところにアウトバーンのフォイヒトヴァンゲン／クライルスハイム・ジャンクションがあり、A6号線とA7号ウルム - ヴュルツブルク線が交差している。
この都市は、鉄道の重要な乗り継ぎ駅がある町でもある。アーレンからのオベーレ・ヤクスト鉄道、シュトゥットガルトやシュヴェービッシュ・ハルからのムル鉄道が集まり、ニュルンベルクへと出発する。タウバータール鉄道は、ブラウフェルデン - ヴァイカースハイムを経由してラウダへ向かい、そこからさらにヴェルトハイム経由アシャッフェンブルク行きに接続する。
公営の旅客近郊交通として多くのバス路線も走っている。この都市は、シュヴェービッシュ・ハル郡交通連盟に属している。

### 環境
新しく開発された住宅・工業混在地区（かつては、米独の軍事施設があった）ヒルテンヴィーゼンにはパネル面積10,000 m² のドイツ最大の太陽光発熱システムがある。このプロジェクトは、連邦首相ゲアハルト・シュレーダーの"Leuchtturmprojekte"（「光の塔プロジェクト」）に基づくものである。この太陽光発熱システムにより、新しい工業地域では、従来の熱供給システムと比べて、年間50%の二酸化炭素排出が抑制できる。

### メディア
クライルスハイムでは、ウルムに本社を置くSüdwest Presseのローカル版である日刊紙の「ホーエンローエ新聞」(Hohenloher Tagblatt) が刊行されている。この他、市の行政当局が編集者を務める週刊紙の「クライルスハイム市報」(Crailsheimer Stadtblatt)がある。

### 裁判所、公的機関
クライルスハイムには、シュトゥットガルト上級地方裁判所エルヴァンゲン地方裁判所管区に属す地区裁判所、ハイルブロン労働裁判所の部局、公証人役場がある。さらに、シュヴェービッシュ・ハル税務署の支所、シュヴェービッシュ・ハル郡役場の支局などがある。
この市は、ヴュルツブルク・プロテスタント地方教会のクライルスハイム教区本部所在地でもある。

### 教育
クライルスハイムには、2つのギムナジウム（アルバート・シュヴァイツァー・ギムナジウム、リーゼ・マイトナー・ギムナジウム）をはじめ、多くの学校がある。

## 文化と見所
クライルスハイムの文化活動は、音楽、文学、演劇、造形美術など多方面にわたる。これらの分野で市や市民主催の文化行事が催されている。私立博物館はクライルスハイムの昔の病院跡にある。クライマックスは、毎年夏に開催されるKulturwochenende（文化の週末）である。これは1994年から開催されている文化フェスティバルである。市がその資金の大部分を負担しており、観客は入場料など必要がない。

### 建築
クライルスハイムは戦略上重要な鉄道の分岐点であったため、第二次世界大戦の爆撃でその80%が破壊された。保存または再建されている歴史的な建造物として、1393年の聖母礼拝堂、ヨハネス教会（1398年 - 1440年に建造）、1400年の聖霊病院がある。この都市の象徴的建造物は高さ57.5mのラートハウス塔である。これは1717年に宗教改革200年を記念して建設されたもので、現在も世界で「最も高い宗教改革記念碑」である。
興味深いのは、1912年に建設された水道塔で、ダムフロックス周辺にヤクスト川からの水を供給していた。現在では、クナイプ式水浴法に利用されている。
市内中心部のヨハネス教会や聖母礼拝堂の近くには、古い墓地と墓地礼拝堂（1580年建造、1586年に塔が増築された）、カトリック教区教会聖ボニファティウス教会（1886年/87年、1966年に塔のない形で再建）、カトリックの聖三位一体教会（1964年）がある。
市内の各地区には以下の教会がある。アルテンミュンスター福音派教会（1444年の古い教会跡に1790年に建設された）、インゲルスハイム福音派教会（1607および1701年の後期ゴシック様式の塔と壁画を持つ。長堂は1961年/62年に建てられた）、ゴルトバッハ福音派教会（古い部分は1725年の建築）、ヤクストハイム福音派教会（1719年の塔を持つ1764年/65年の建築）、カトリックのヤクストハイム聖ペータ・パウル教会、オーノルツハイム福音派教会（1755年に建設され、1863年に増築された）、カトリックのオーノルツハイム・クリストゥス・ケーニヒ教会、ロスフェルト福音派教会（1714年建造）、ティーフェンバッハ福音派教会（1512年建造の中世の内陣と長堂を持ち、1707年および1969年に改築された）、トリエンスバッハ福音派教会（1725年の後期バロック様式の長堂）、ヴェストガルツハウゼン福音派教会（1610年の後期中世様式の塔と長堂）、カトリックのヴェストガルツハウゼン聖霊教会。

### ホラッフェン伝説

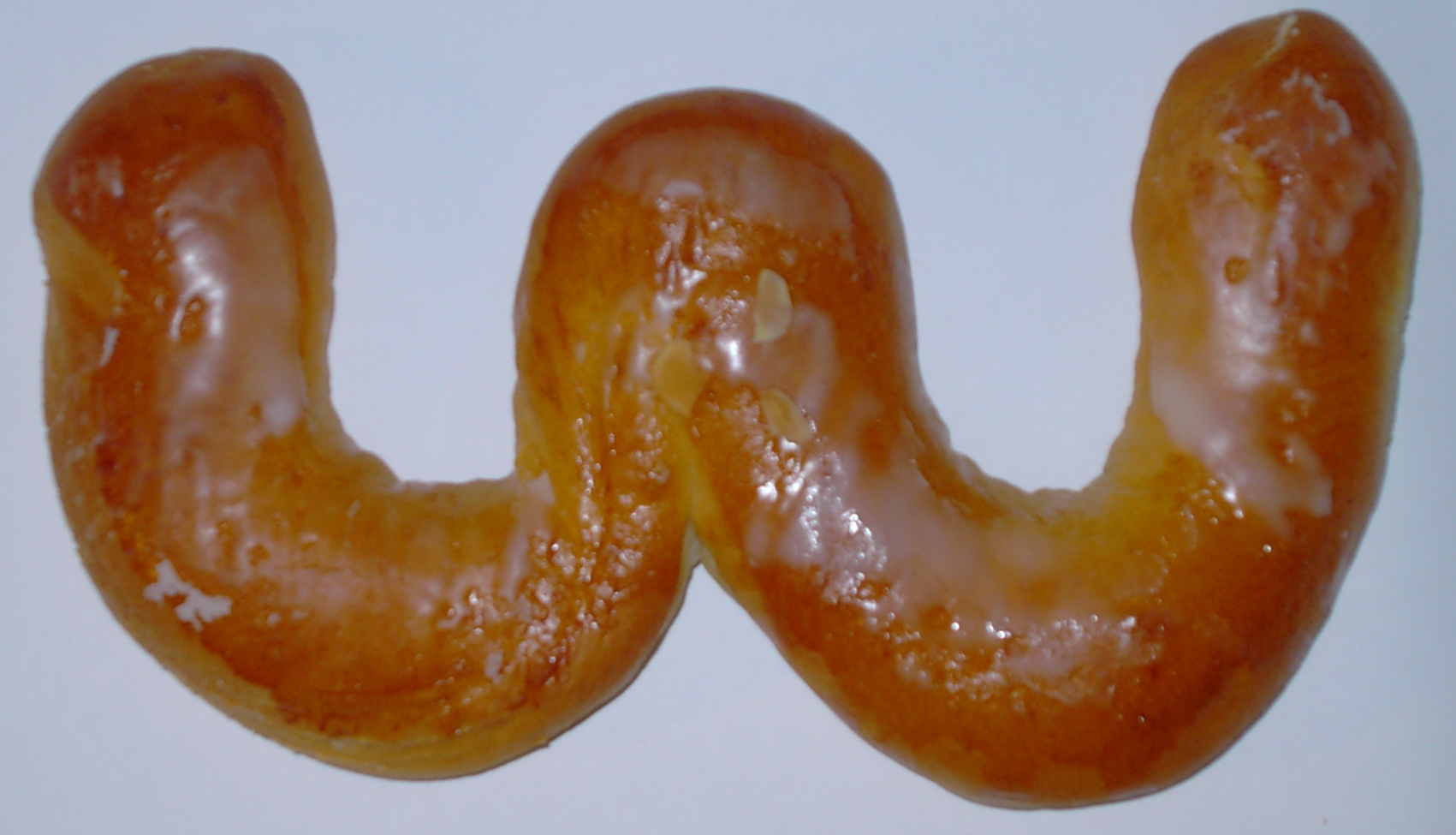
ホラッフェン

クライルスハイムの人が誇りに思っているのが、この都市の『ホラッフェン』にまつわる伝説である。1379年/80年、帝国自由都市シュヴェービッシュ・ハル、ローテンブルク・オプ・デア・タウバー、ディンケルスビュールの連合軍に包囲されて5ヶ月、食料の残りも尽きかけた頃、そのアイデアは生まれた。
最後に残った小麦粉で女達がホラッフェンと呼ばれるパンを焼き、市壁から包囲軍に向かって投げた。その後、街で一番太っていた市長の妻が市壁に立って、尻を剥き出しにしながら包囲軍に向かって降りてきた。そのふくよかな顔つきと肥満した体に、包囲軍は作戦に見込みがないと思い、包囲を解いた。退却は1380年の五旬節の主日（復活祭前7番目の日曜日）前の水曜日に行われた。
市の祝日は、現在も毎年五旬節の主日の前の水曜日に行われ、この日は町中が旗で飾られ、式典が行われる。また、この日、ホラッフェンが全就学児童に配られる。ホラッフェンの形は、この時の市長夫人の尻を模ったといわれている。実際には、ケルト時代に家の玄関前に飾られた厄除けの印にその起源がある。クライルスハイム市民にとって「ホラッフェン」とは、初め退却させられた帝国自由都市連合軍への嘲弄の言葉であった。現在でも、希にではあるが、侮辱の言葉として耳にする機会がある。

### 年中行事
一年で一番盛り上がり、クライルスハイムの「5番目の季節」とまで言われるのが「フランケン民俗祭」であり、25万人が訪れる。この祭は、伝統的に9月の終わりから2番目の月曜日の前の金曜日に始まり、4日間続く。1841年からは2回のパレード（土曜日と日曜日）や家畜の表彰などが行われるようになったが、より重要な要素は、広さ40,000m²の出店や屋台2つの大きなビアガーデンがあるお楽しみ広場である。
この他には、以下の年中行事がある。
- 10月の第3日曜日に開催されるオーノルツハイムのハンメルタンツ（羊踊り）
- ゴルトバッハのリヒターフェスト（灯明祭）
- ロスフェルトのジッヒェルヘンケット
- ビュルガーヴァッヘのパークフェスト

## 人物

### 出身者
- アダム・ヴァイス（1480年頃 - 1534年）宗教改革家
- アンナ・デュリン（1530年頃 - 不明）魔女狩りの犠牲者
- カール・フレーリヒ（1882年没）植物学者
- クルト・シュナイダー（1887年 - 1967年）精神病理学者
- インゲ・アイヒャー＝ショル（1917年 - 1998年）芸術家、作家
- ハンス・ショル（1918年 - 1943年）白バラ抵抗運動のメンバー
- ヴォルフガング・マイヤー（1954年 - 2019年）クラリネット奏者
- ザビーネ・マイヤー（1959年 - ）クラリネット奏者

## 引用
1. ↑  Statistisches Landesamt Baden-Württemberg – Bevölkerung nach Nationalität und Geschlecht am 31. Dezember 2023 (CSV-Datei)
2. ↑  Max Mangold, ed (2005). Duden, Aussprachewörterbuch (6 ed.). Dudenverl. p. 254. ISBN 978-3-411-04066-7